# Rissoidae
Famille
Les Rissoidae sont une famille de mollusques de la classe des gastéropodes et de l'ordre des Littorinimorpha. 

## Étymologie
Le nom vient du genre Rissoa qui porte le nom de Antoine Risso, un naturaliste de Nice qui examina quelques petits coquillages introduits pour la première fois par Ch. de Freminville.

## Liste des genres
Selon World Register of Marine Species (23 mars 2016) :
- Alvania Risso, 1826
- Amphirissoa Dautzenberg & Fischer, 1897
- Attenuata Hedley, 1918
- Benthonella Dall, 1889
- Benthonellania Lozouet, 1990
- Boreocingula Golikov & Kussakin, 1974
- Botryphallus Ponder, 1990
- Cingula Fleming, 1818
- Crisilla Monterosato, 1917
- Frigidoalvania Warén, 1974
- Galeodinopsis Sacco, 1895
- Gofasia Bouchet & Warén, 1993
- Ihungia Marwick, 1931 †
- Lironoba Iredale, 1915
- Lucidestea Laseron, 1956
- Madeiranzonia Moolenbeek & Faber, 2007
- Manzonia Brusina, 1870
- Merelina Iredale, 1915
- Mohrensternia Stoliczka, 1868 †
- Obtusella Cossmann, 1921
- Omanimerelina Moolenbeek & Bosch, 2007
- Onoba H. Adams & A. Adams, 1852
- Parashiela Laseron, 1956
- Peringiella Monterosato, 1878
- Plagyostila de Folin, 1872
- Pontiturboella Sitnikova, Starobogatov & Anistratenko, 1992
- Porosalvania Gofas, 2007
- Powellisetia Ponder, 1965
- Pseudosetia Monterosato, 1884
- Punctulum Jeffreys, 1884
- Pusillina Monterosato, 1884
- Quarkia Faber, 2009
- Rissoa Desmarest, 1814
- Setia H. Adams & A. Adams, 1852
- Simulamerelina Ponder, 1985
- Striatestea Powell, 1927
- Voorwindia Ponder, 1985

## Galerie

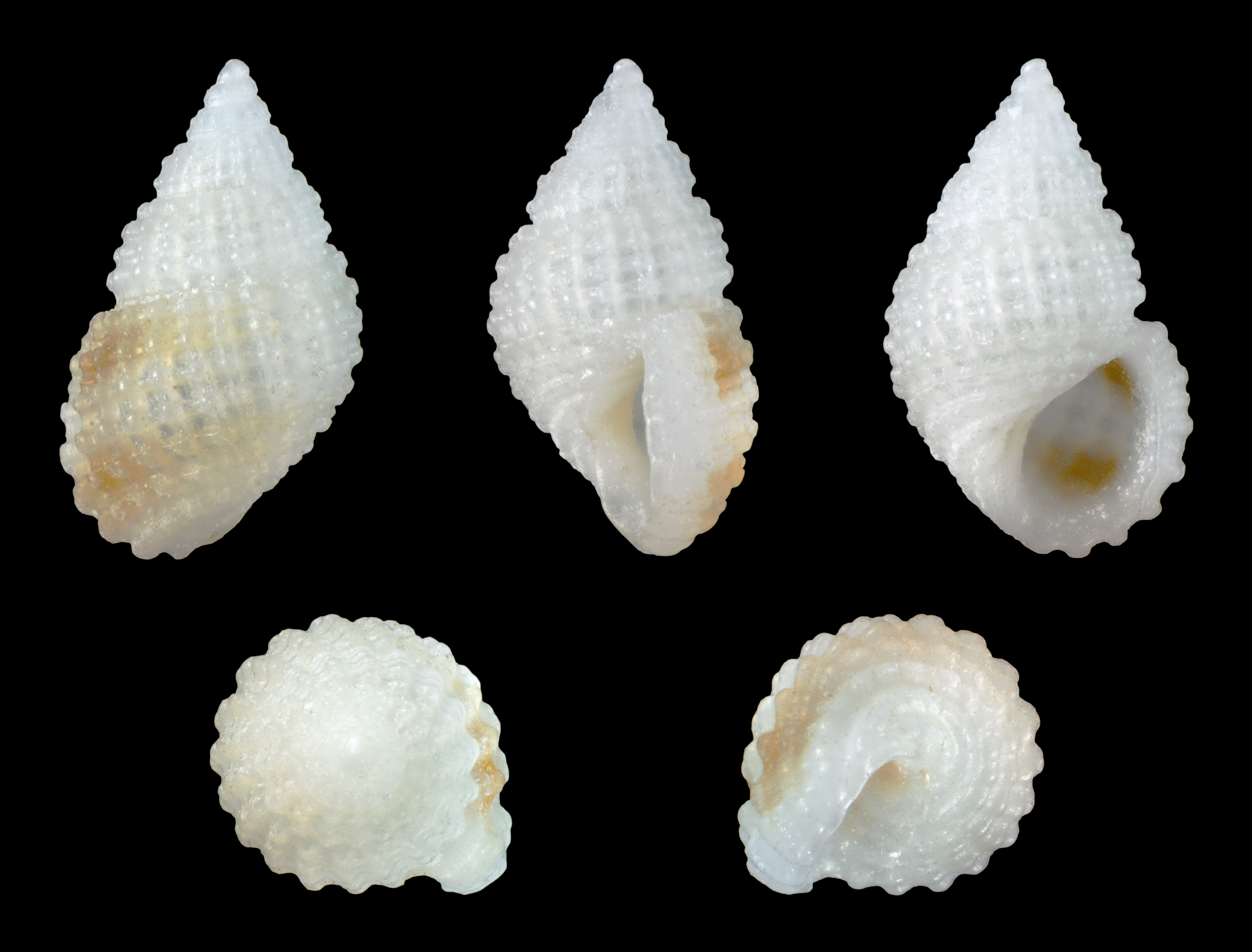
Alvania cimex lactea
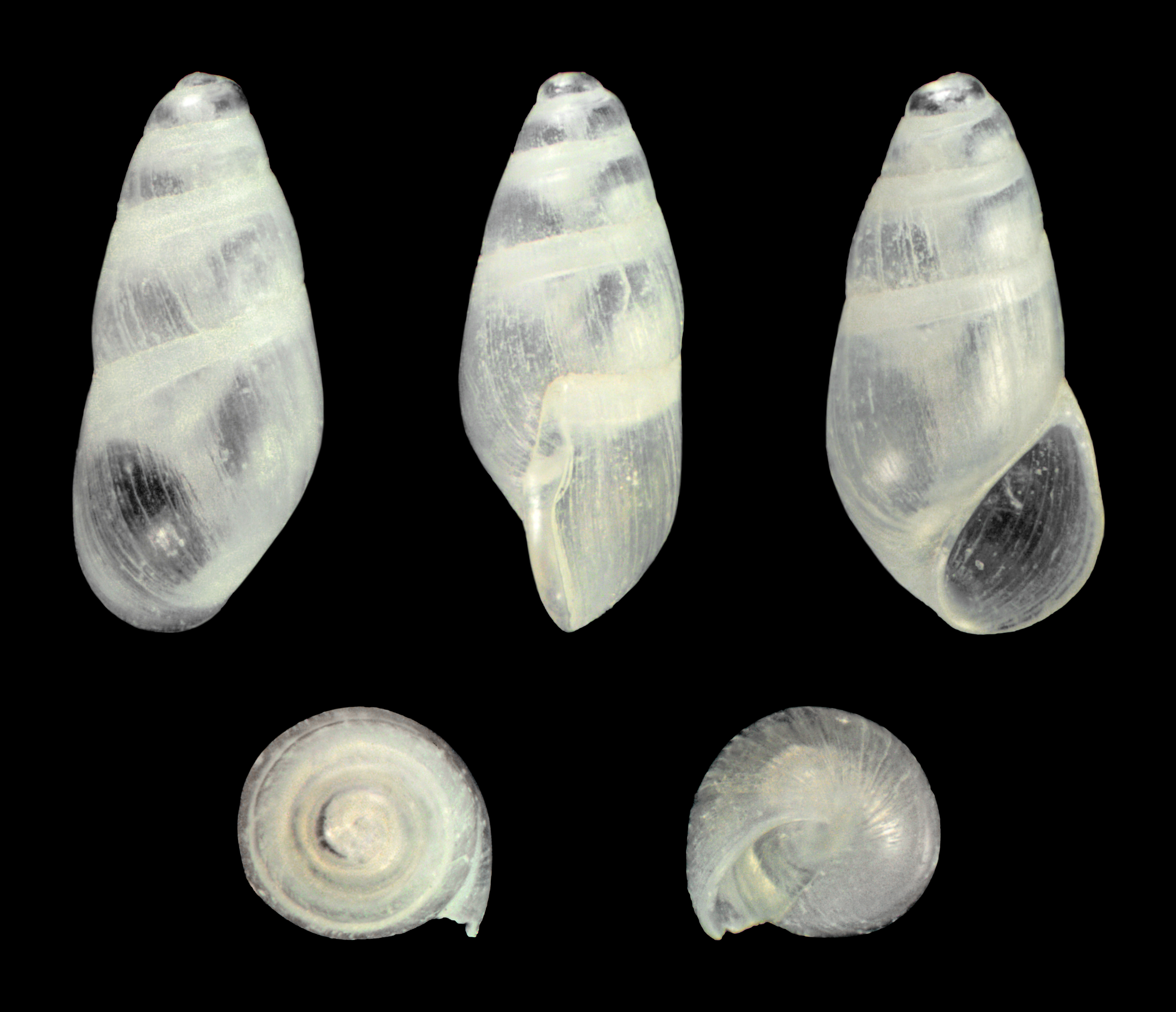
Botryphallus epidauricus
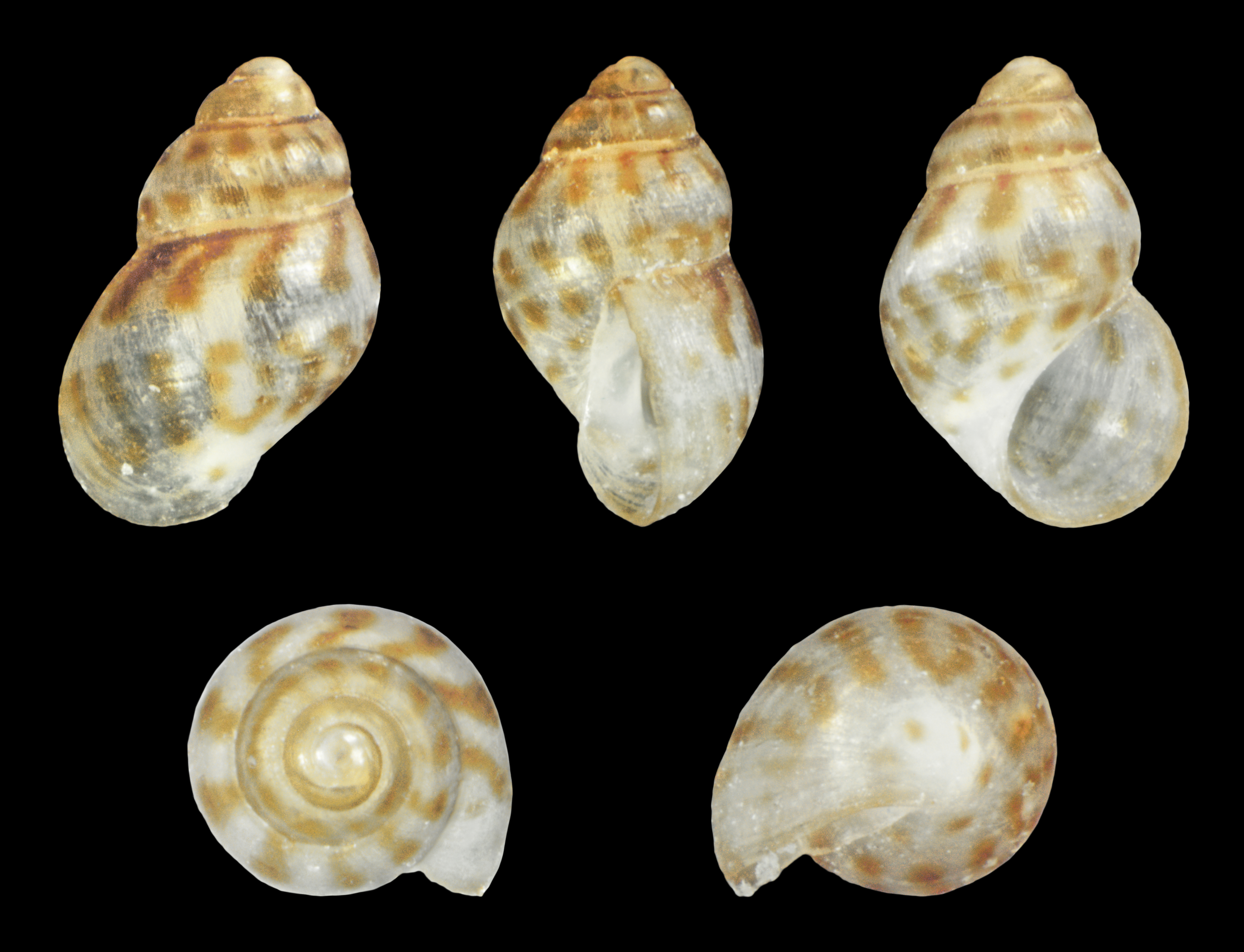
Cingula ugesae
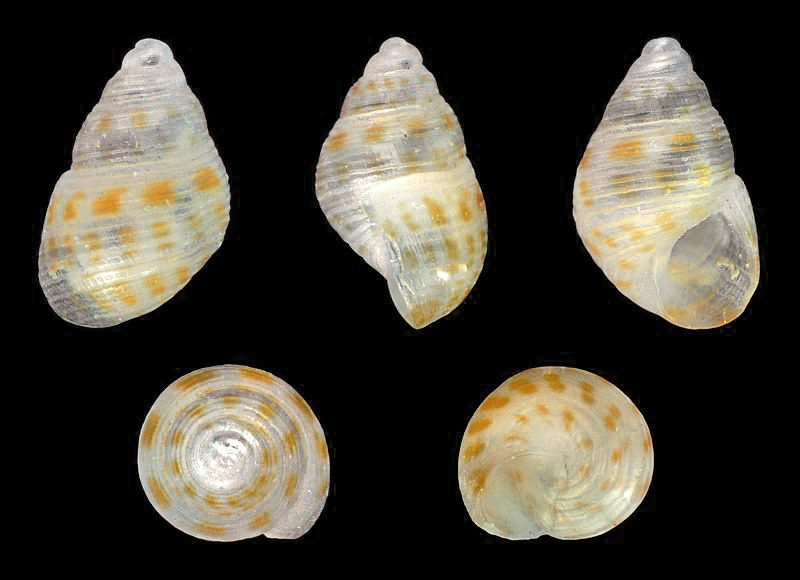
Crisilla callosa
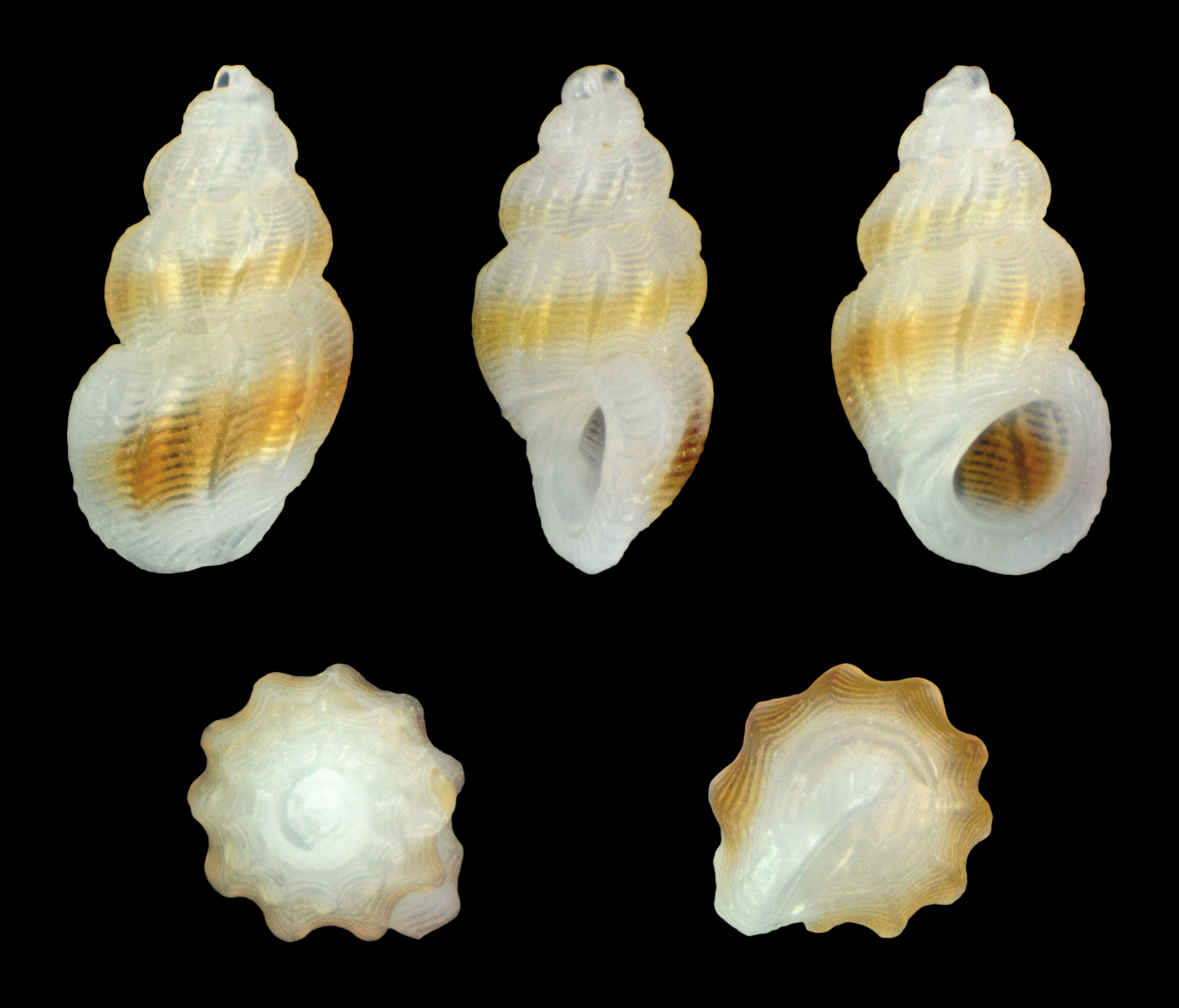
Manzonia unifasciata
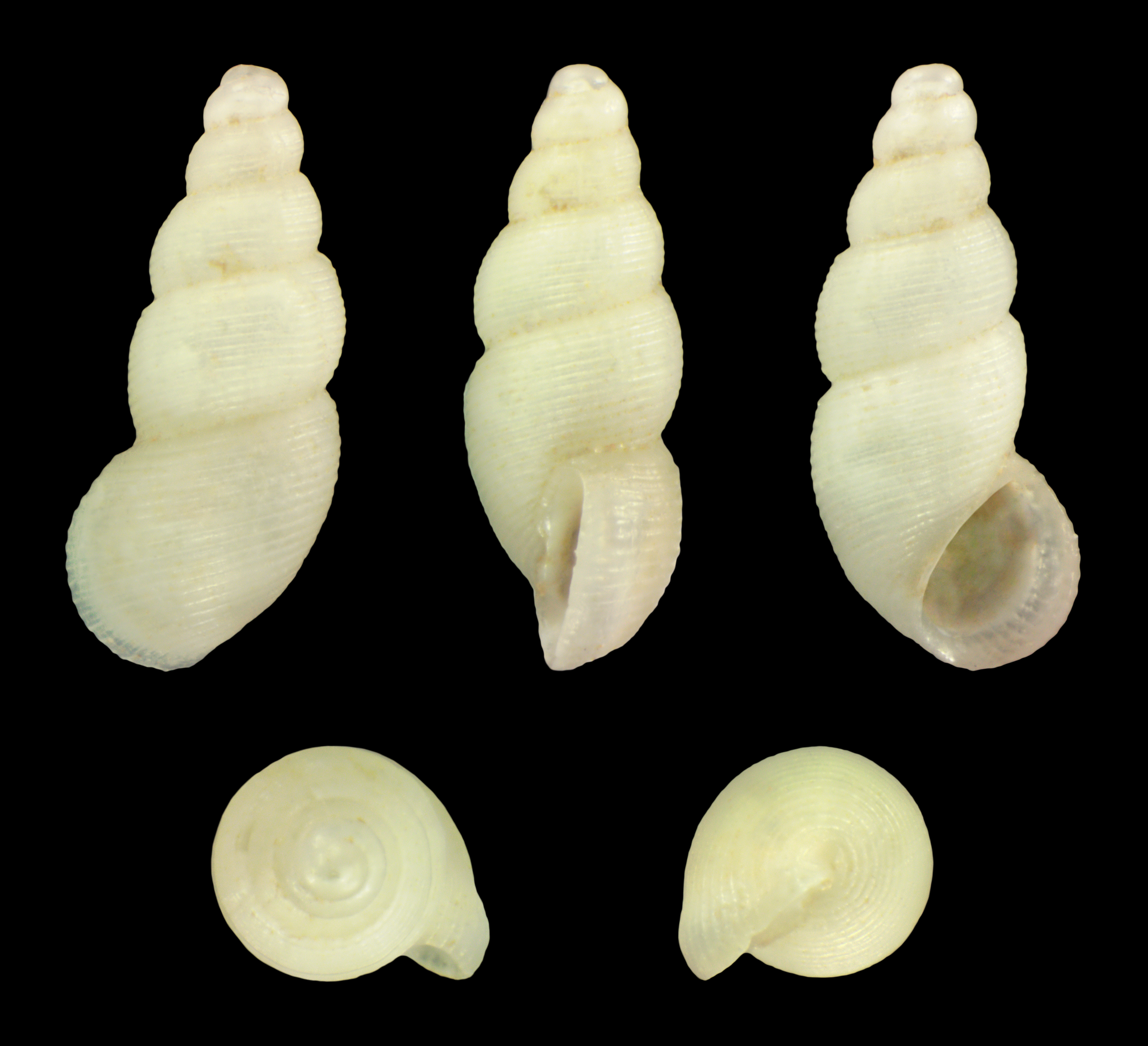
Onoba aculeus
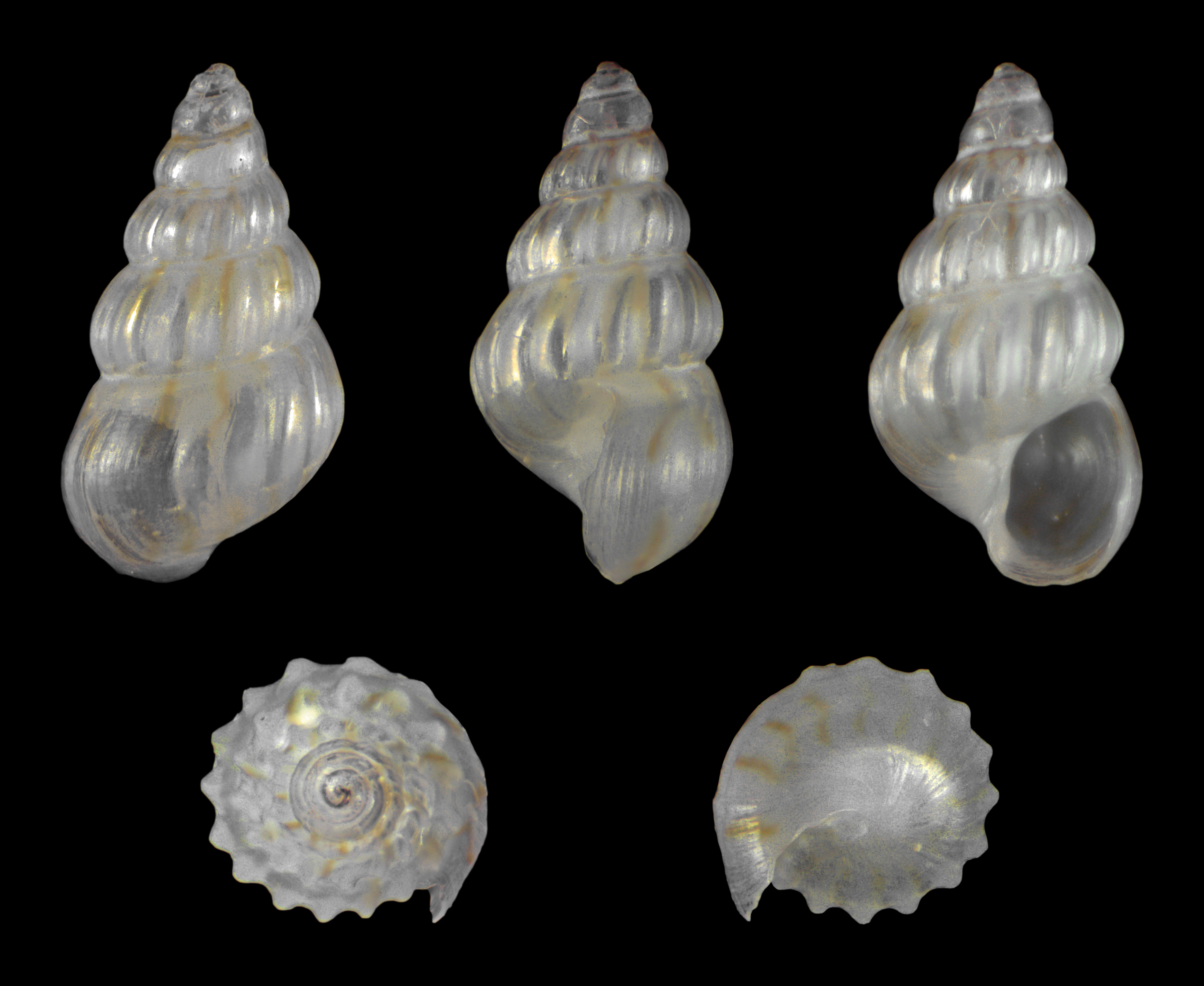
Pusillina philippi
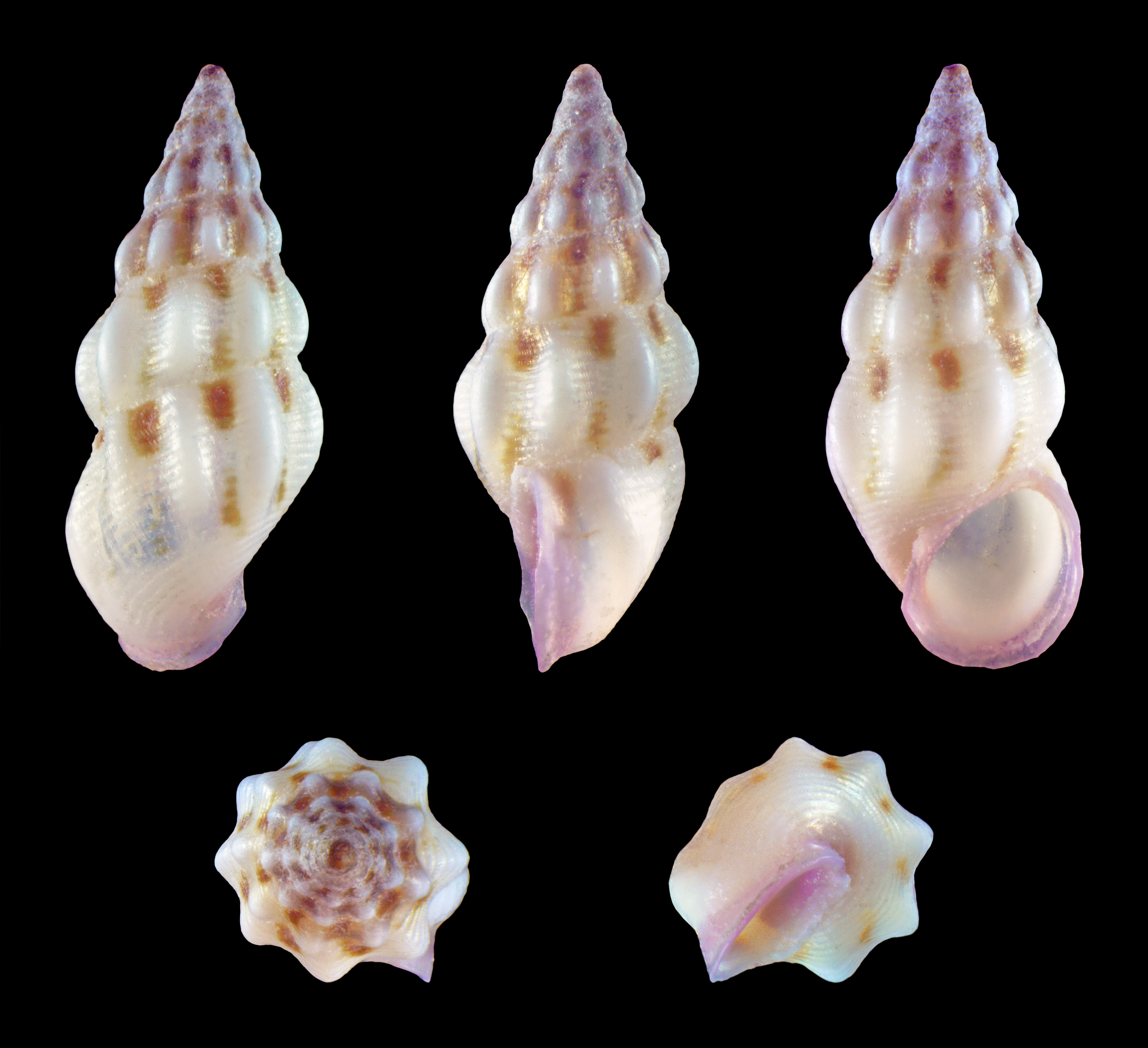
Rissoa decorata
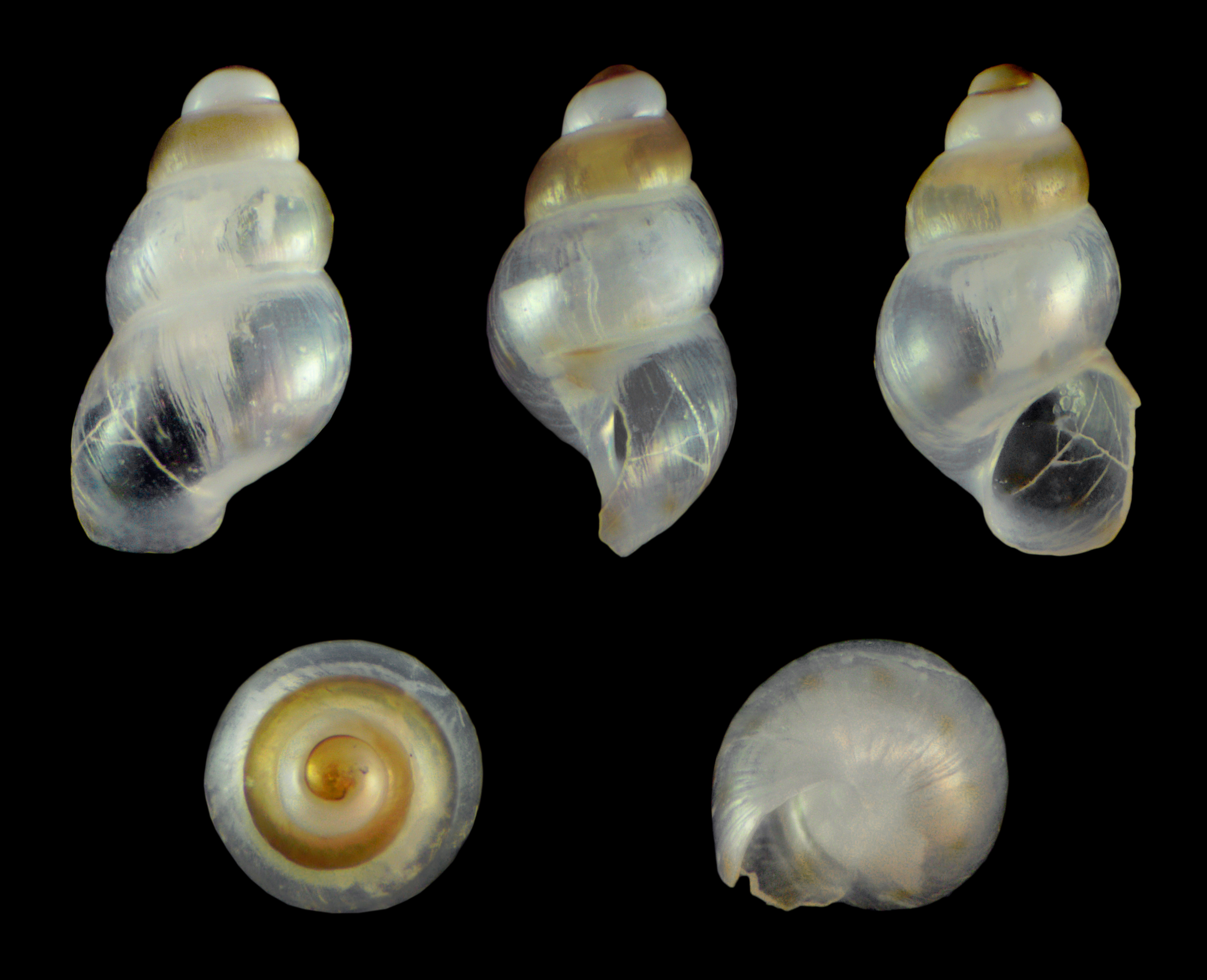
Setia scillae